# Iglesia de Nuestra Señora de la Asunción (La Zubia)
La iglesia de Nuestra Señora de la Asunción es una iglesia parroquial de la localidad española de La Zubia, Granada.

## Historia
Se comenzó a construir en 1526, bajo la dirección de Rodrigo Hernández, sobre una mezquita. En 1566 se reconstruyó de nueva planta, quedando los trabajos interrumpidos durante la rebelión morisca, bajo traza de Juan de Maeda, trabajando Juan Alonso en albañilería, y Andrés de Madrid en la cantería.

## Descripción
Es de estilo mudéjar. El templo se erigió sobre una mezquita y se compone de una nave principal que desemboca en un monumental retablo protobarroco de piedra, trazado por Ambrosio de Vico en 1614. Dicho retablo está adornado con una pintura de Pedro de Raxis. La iglesia cuenta además con una cúpula octogonal cubierta con artesonados. A ambos lados se abren dos pequeñas capillas: a la derecha corresponde a la capilla bautismal y la de la izquierda constituye la base sobre la que se levanta la torre campanario, de tres cuerpos, que está adornada con azulejos. Junto a estos elementos arquitectónicos debe hacerse mención al cuadro titulado "Cristo recibiendo el pan de los Ángeles", atribuido a Don Pedro A. Bocanegra y la sobriedad de la puerta principal y lateral de marcado estilo manierista. La iglesia ha sido declarada Bien de Interés Cultural.